# Carex bakkeriana
Carex bakkeriana là một loài thực vật có hoa trong họ Cói. Loài này được D.T.E.Ploeg & Rudolphy mô tả khoa học đầu tiên năm 1981.